# Afrogamasellus euungulae
Afrogamasellus euungulae är en spindeldjursart som beskrevs av Wolfgang Karg 2003. Afrogamasellus euungulae ingår i släktet Afrogamasellus och familjen Rhodacaridae. Inga underarter finns listade i Catalogue of Life.